# 神岗乡
神岗乡是中华人民共和国江西省抚州市宜黄县下辖的一个乡。

## 行政区划
神岗乡下辖以下村级行政区划单位：
神岗村、杨坊村、龙上村、大山口村、卢坊村、党口村、尧坊村、东源村、下湾村和罗坊村。